# Toshima
Toshima (豊島区, Toshima-ku) és un dels 23 barris especials de Tòquio (区, ku) que conformen Tōkyō, al Japó. El districte es va fundar el 15 de març de 1947. La població del districte és de 252 011 habitants per a una superfície de 13,01 km² (2005).

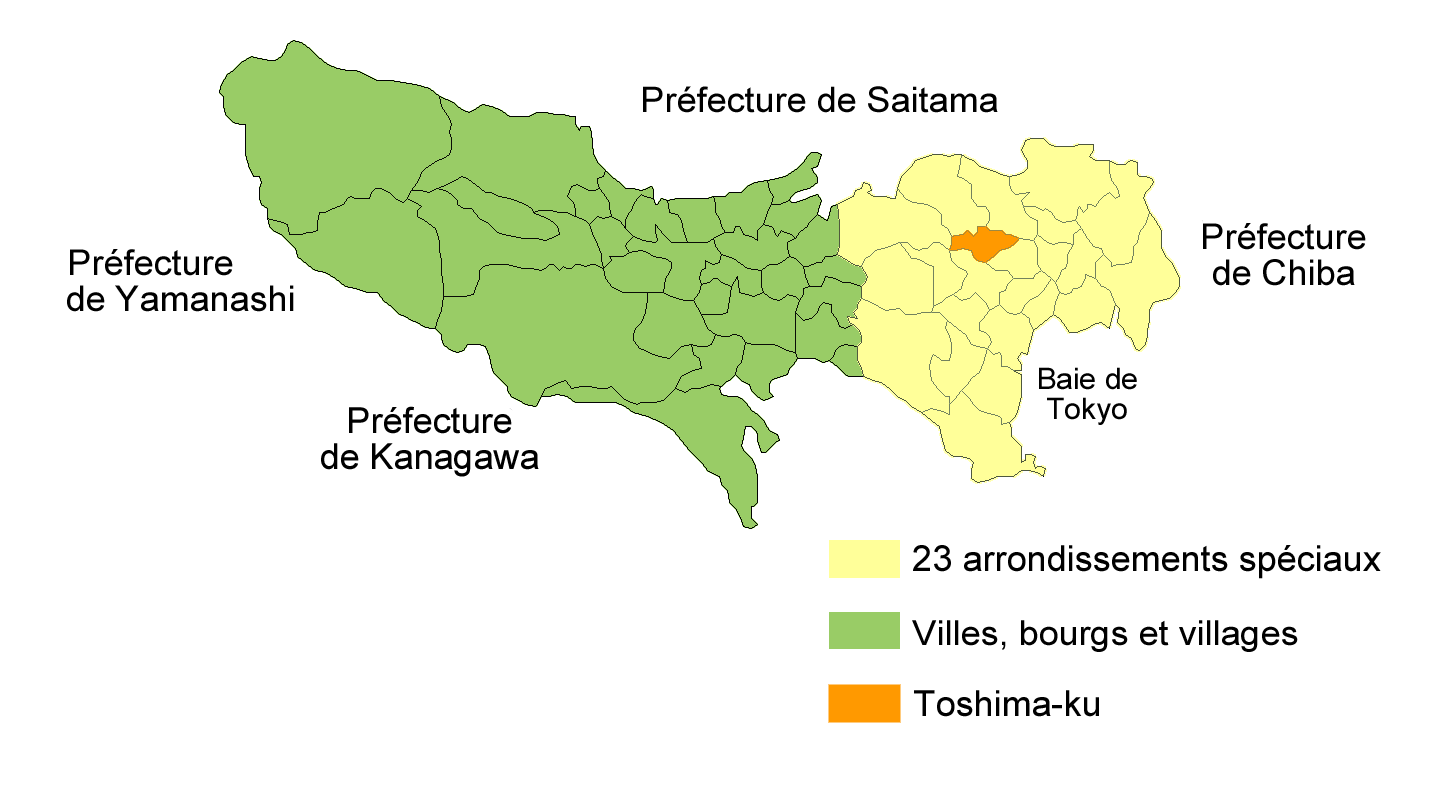
Situació de Toshima-ku a la prefectura de Tòquio

Encara que la meitat de l'àrea del barri és residencial, a causa de l'activitat comercial de la resta, principalment del districte d'Ikebukuro, la població flotant ascendeix a 430.000 persones.
El barri va aconseguir un pic de població de 370.000 habitants el 1965, després ha baixat constantment. Toshima és considerat el barri més internacional de Tòquio, ja que té la més gran colònia estrangera en la metròpolis: 15.500 persones, de les quals 56 % són d'origen xinès, 20 % coreà, i la resta d'altres nacionalitats.
Originalment, Toshima estava format per quatre llogarets, adjacents a l'antiga ciutat de Tòquio: Sugamochō, Nishi-sugamochō, Takadachō, i Nagasakichō.
El creixement de Toshima va ser impulsat per la construcció de diverses línies fèrries durant l'era Meiji i el període Taisho. La varietat més popular de sakura o cirerer japonès, Somei Yoshino, és originària d'antic llogaret Somei ara part integral de Toshima.

## Barris

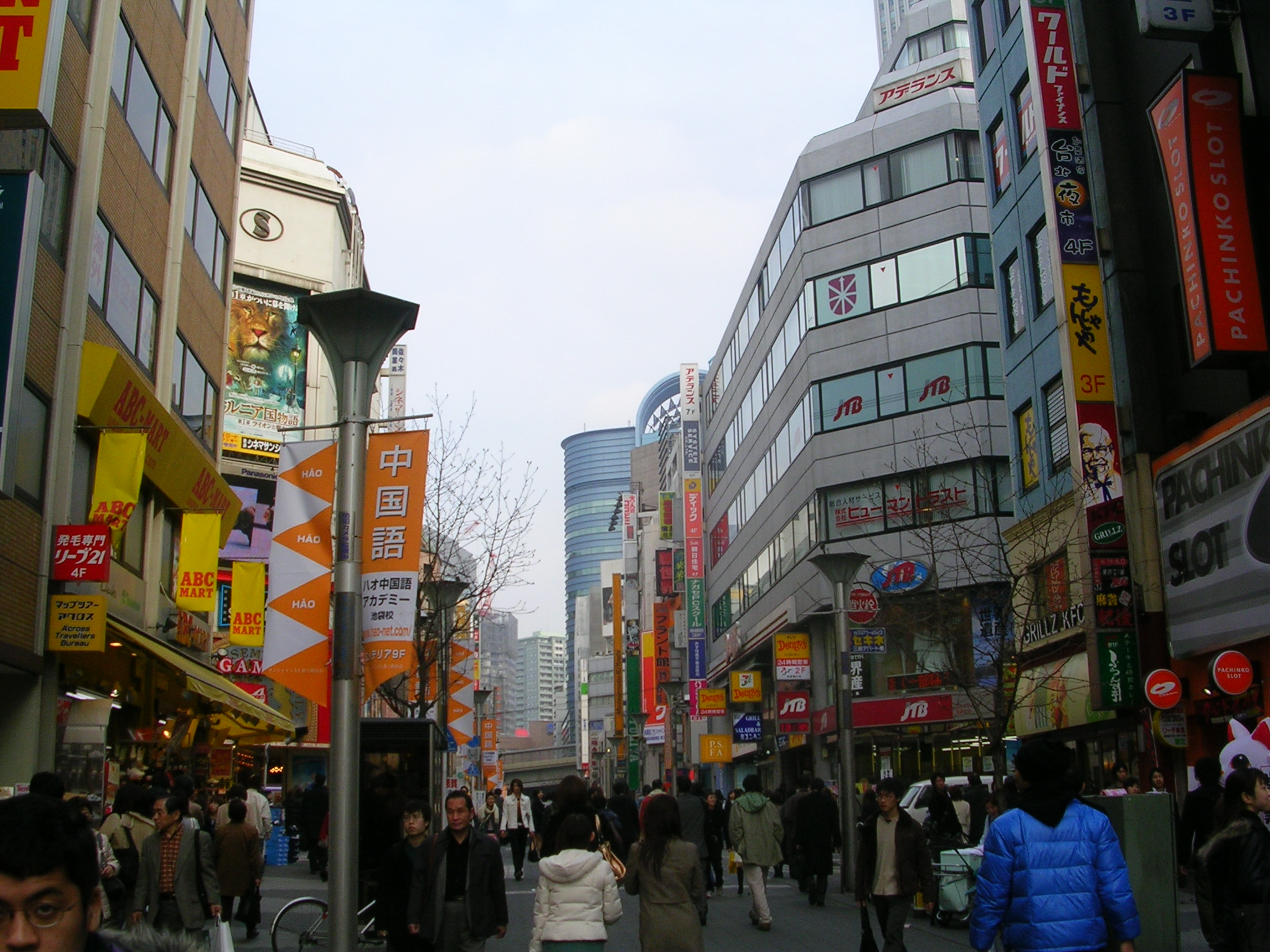
Barri de Ikebukuro

- Ikebukuro
- Senkawa
- Komagome
- Sugamo

## Transport

### Tren
- JR East :
  - Línia Saikyō
  - Línia Shōnan-Shinjuku
  - Línia Yamanote
- Seibu
  - Línia Ikebukuro
- Tōbeguda
  - Línia Tōjō
- Toei
  - Línia Mita
  - Toden Arakawa (tramvia)
- Tòquio Metro
  - Línia Fukutoshin
  - Línia Namboku
  - Línia Marunouchi
  - Línia Hiūrakuchō

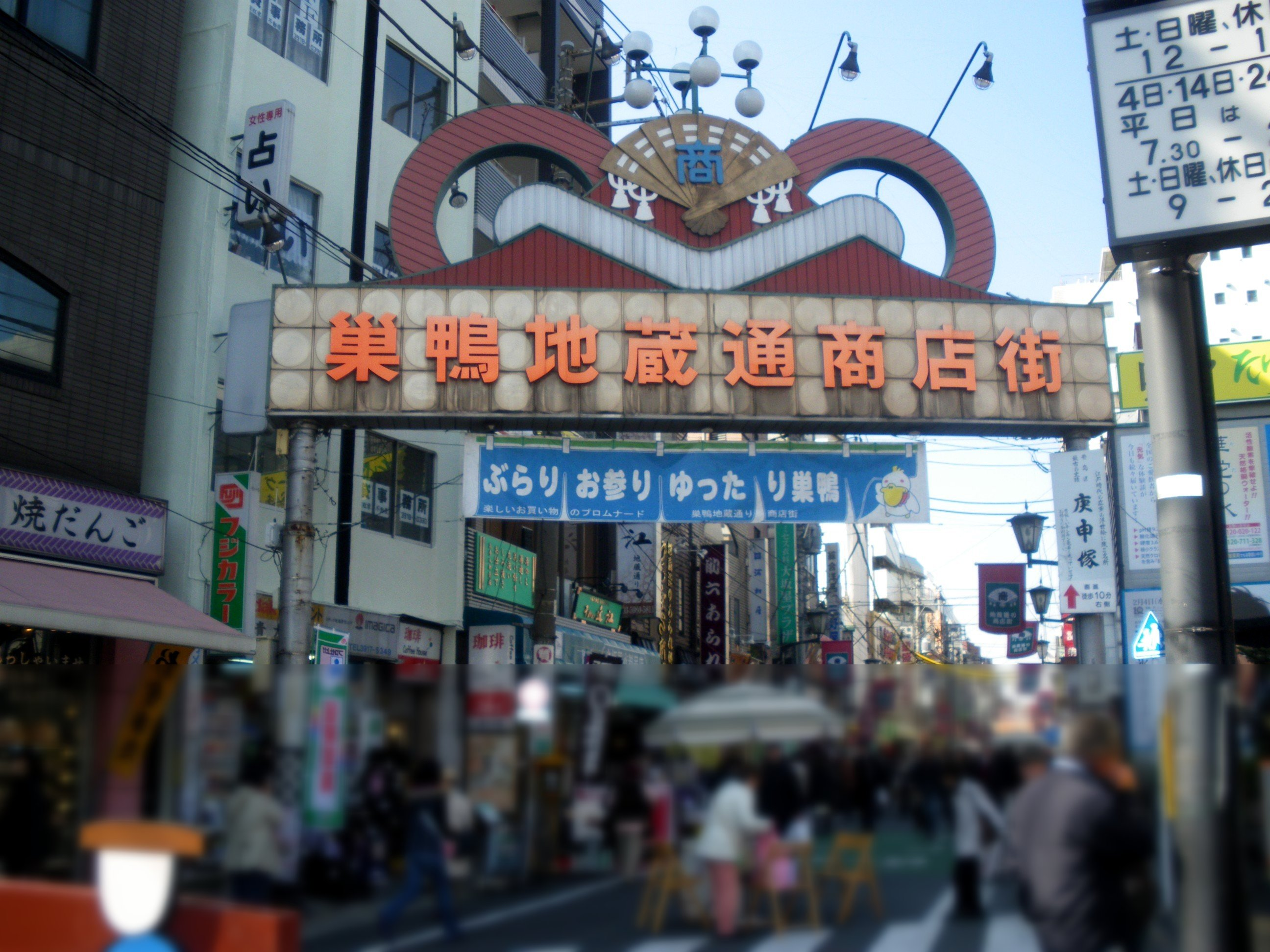
Zona comercial Sugamo Jizodori.
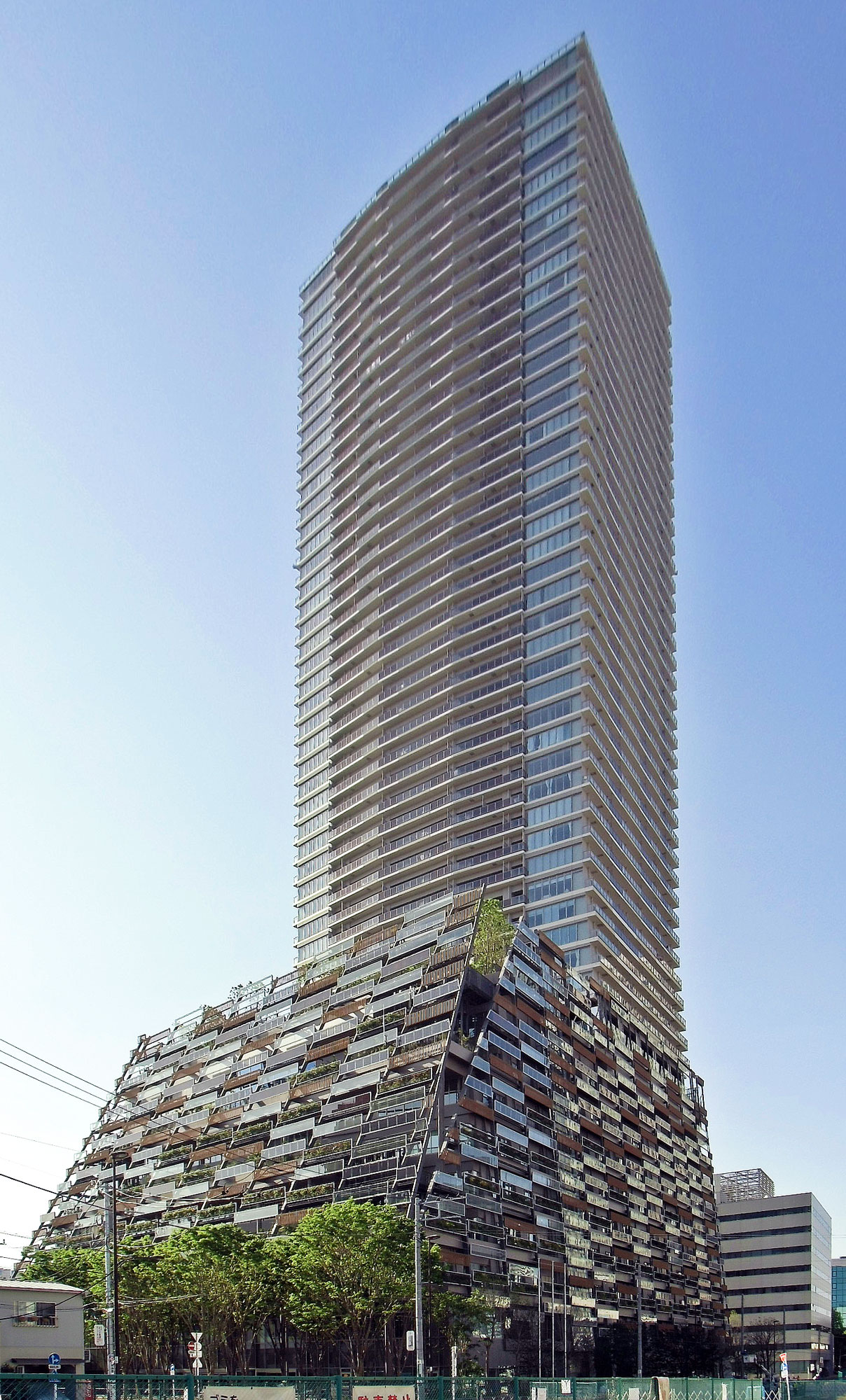
Oficina central del barri.
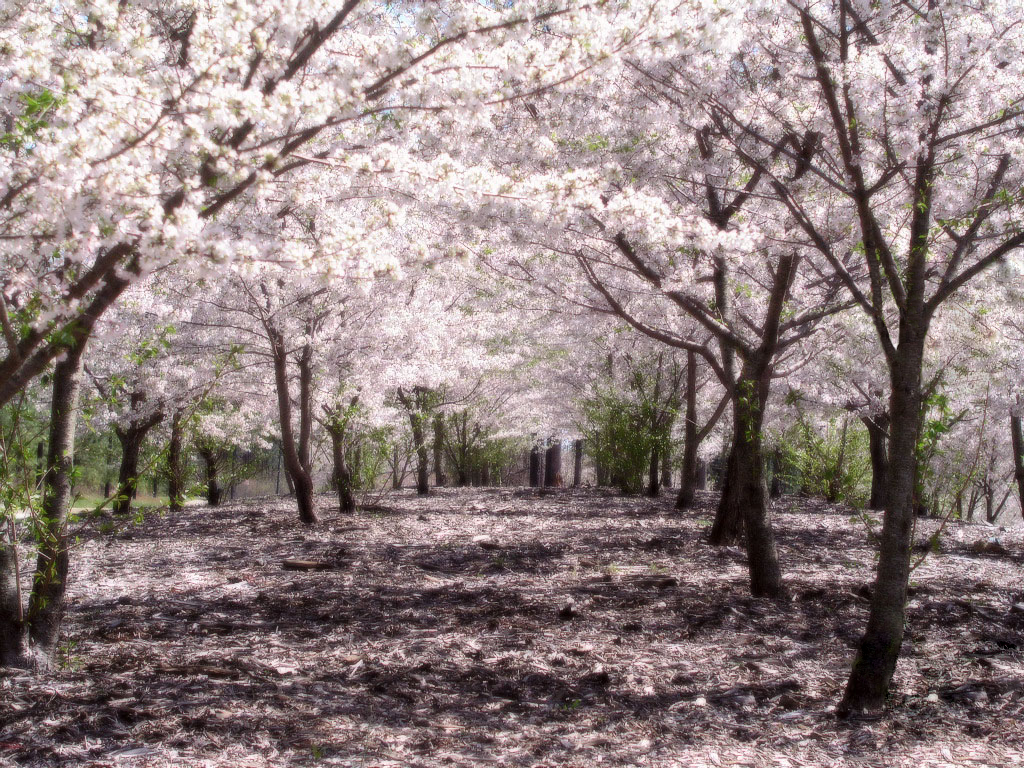
Somei Yoshino sakura, planta nativa de Toshima.